# Психея (пьеса)
«Психе́я» (фр. Psyché) — трагедия-балет в пяти действиях, совместный труд композитора Ж. Б. Люлли, балетмейстера П. Бошана, декоратора К. Вигарани и поэтов-драматургов Мольера, Ф. Кино и П. Корнеля. Впервые поставлена во дворце Тюильри 17 января 1671 года. Парижская премьера, открытая широкой публике, состоялась в театре Пале-Рояль в том же году, 24 июля. Издана впервые в 1671 году как «трагикомедия и балет Мольера». Первый перевод на русский язык выполнен в 1910 году Н. А. Брянским.
«Психея» стала прообразом будущих лирических трагедий Люлли и Кино, положивших начало французской опере.

## История создания
Для карнавала 1671 года Людовик XIV заказал масштабную пьесу для Зала Машин во дворце Тюильри, роскошного театра, построенного архитектором Гаспаре Вигарани для Мазарини. Мольер предложил королю грандиозную по замыслу идею, основанную на античном сюжете о любви Амура и Психеи; фактически речь шла о создании большой оперы-балета с музыкой Люлли. Однако времени для работы оказалось мало, и Мольер прибег к помощи П. Корнеля и Ф. Кино. В создании спектакля также участвовали хореограф Пьер Бошан, художник по костюмам Анри де Жиссе и декоратор Карло Вигарани (сын Гаспаре Вигарани).
Представление было поистине роскошным. Герцог Савойский так это описал:

…позавчера нас пригласили на представление, и это продолжалось пять часов; … никогда ещё не видел здесь ни лучшего исполнения, ни более великолепного зрелища, невозможного в других местах по причине необходимого числа танцоров, которых здесь было семьдесят, танцевавших вместе в последней сцене. … число скрипачей и прочих музыкантов … более трёх сотен, и все великолепно наряжены. … машины и перемены декораций великолепны и хорошо сработали … ; но в последней сцене есть вещь самая удивительная, какую только можно вообразить, когда одновременно являются более трёх сотен персонажей, подвешенных или на облаках, или в славе, и тут играют прекраснейшую в мире симфонию для скрипок, теорб, лютен, клавесинов, гобоев, флейт, труб и литавр

«Психея» имела огромный успех, — при жизни Мольера было сыграно 82 представления (сборы на первом же представлении в Париже составили 1028 ливров и 10 су), в театре Пале-Рояль пришлось достраивать третий ряд лож, чтобы вместить всех желающих, а великосветские дамы стали одеваться по моде a-la Психея, копируя фасон платьев, в которых играла Арманда Бежар.
В 1678 году на основе этой трагедии Ж. Б. Люлли при участии Тома Корнеля и Бернара де Фонтенеля создали одноимённую лирическую трагедию.

## Авторство

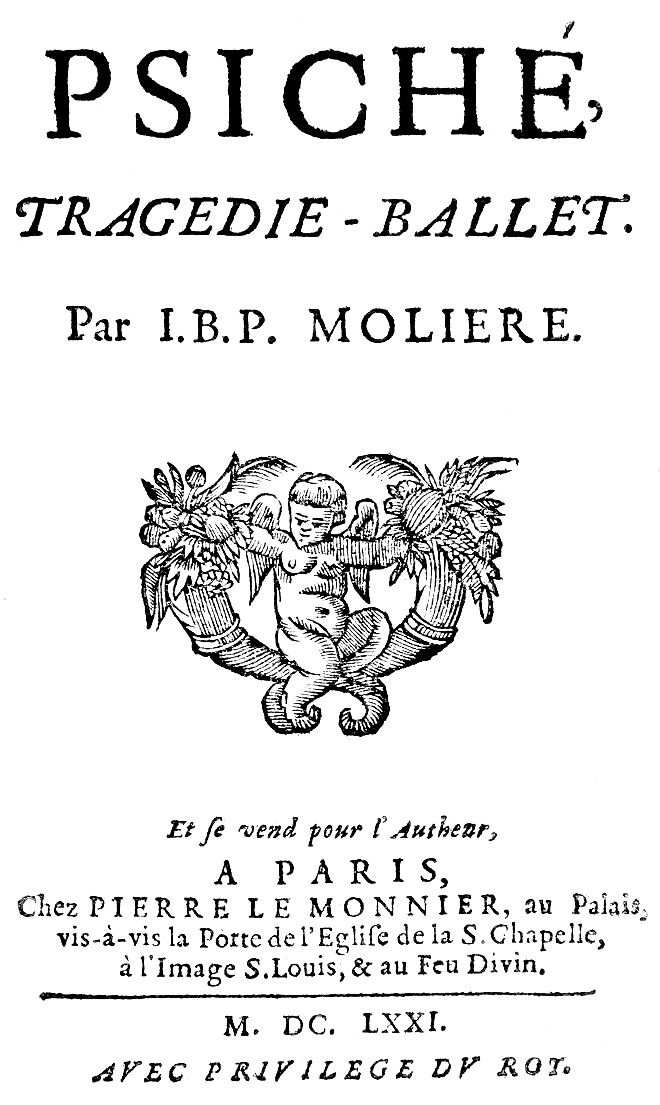
Первое издание трагедии, 1671 г.

Литературная составляющая «Психеи» — плод работы трёх авторов.
- Ф. Кино сочинил стихи для арий в интермедиях (кроме Плача по-итальянски).
- Мольер сочинил стихи Первого пролога, первого действия, первого явления второго действия и первого явления третьего действия; он же разработал общий план трагедии, руководствуясь более нарядностью и пышностью представления, нежели драматической необходимостью.
- Корнель (всего за пятнадцать дней) сочинил остальное.
- Плач по-итальянски, предположительно, принадлежит перу Ж. Б. Люлли.

## Действующие лица и первые исполнители
- Юпитер (г-н Дю-круази)
- Венера (г-жа Дебри)
- Амур (Андре Барон)
- Зефир (Мольер (?))
- Царь, отец Психеи (г-н Латорильер)
- Психея (Арманда Бежар)
- Аглавра (г-жа Бопре (Маротт)) и Кидиппа (г-жа Боваль), сёстры Психеи
- Клеомен (г-н Юбер) и Агенор (г-н Лагранж), принцы, влюблённые в Психею
- Ликас, капитан стражи (г-н Шатонёф)
- Бог реки (г-н Дебри)

А также:
- Грации Эгиалия и Фаэна, Флора, бог деревьев и плодов Вертумн, бог вод Палемон, дриады, лесные боги, боги рек и наяды, в Прологе.
- Скорбящие мужчины и женщины, в Первой интермедии.
- Шесть циклопов, четыре феи и Вулкан, во Второй интермедии.
- Амуры и зефиры, в Третьей интермедии.
- Восемь фурий и Дух полей, Плутон, в Четвёртой интермедии.
- Две музы, Вакх с четырьмя шутами и двумя скоморохами, вакханки и полевые духи, Аполлон, Мом, Марс в заключительном балетном выходе.

Восемнадцатилетний Андре Барон с большим успехом играл роль Амура. Интерес публики усиливался слухами о любовной связи Барона с женой Мольера, 29-летней Армандой Бежар, игравшей в спектакле заглавную роль.
Двух граций, Эгиалию и Фаэну, играли юные дочери актрис Блистательного театра, Луиза Боваль и Мария Анжелика Дю-Круази, первой было около шести лет, второй — двенадцать-тринадцать. На премьере в Тюильри роль Эгиалии играла одиннадцатилетняя дочь актёра Латорильера Тереза, а маленького амура его четырнадцатилетний сын Пьер.
Исполнителем роли Зефира значится сам Мольер, которому в тот момент уже исполнился пятьдесят один год, что ставит под сомнение истинное участие Мольера в этой роли. Возможно, его имя присутствовало на афише лишь для рекламных целей.

### Прочие участники премьеры
- Поющие

г-жа Илер (Скорбящая женщина и Первая муза), г-н Эстиваль (Марс), г-н Гее (Палемон, Вакх), г-н Блондель (Силен), г-н Ланже (2-й скорбящий мужчина, Аполлон), г-н Морель (1-й скорбящий мужчина, Мом), г-н Ребель (в свите Марса), г-н Ла-Грий (Вертумн, 1-й сатир), г-жа Дефронто (Вторая муза), г-н Бернар (2-й сатир), г-н Жанно (Зефир), г-н Ренье (1-й амур), г-н Пьерро (2-й амур), Г-жа Барийоне (Амур в Третьем дивертисменте), Барийоне-сын (Маленький амур).
- Танцующие

г-н Бошан (I-й бог рек, I-й циклоп, I-я фурия, I-й умелый пастух, I-й воин с флагом), г-н Шикано (I-й сильвий, II-й циклоп, III-я фурия, II-й умелый пастух, II-й воин с пикой), г-н Ла-Пьер (II-й сильвий, IV-й циклоп, III-й умелый пастух, III-й воин с флагом), г-н Нобле-старший (I-я фея, VI-й умелый пастух, I-й воин с пикой), г-н Фавье (III-й сильвий, V-й циклоп, X-я фурия, IV-й умелый пастух, IV-й фоин с флагом), г-н Маньи (IV-й сильвий, III-я фея, VI-я фурия, V-й умелый пастух, III-й воин с пикой), г-н Сент-Андре (III-й скорбящий мужчина), г-н Меё (II-й бог рек, III-й циклоп, IV-я фурия, II-й воин с флагом), г-н Меё (II-й бог рек, III-й циклоп, IV-я фурия, II-й воин с флагом), г-н Доливе-отец, г-н Лестан (1-я наяда, IV-я фея, IX-я фурия, VIII-й умелый пастух, IV-й воин с пикой), г-н Боннар (II-я дриада, I-я скорбящая женщина, II-й матаффин), г-н Жубер (VII-й циклоп, VIII-я фурия, III-я менада), г-н Лё-Шантр (II-й скорбящий мужчина), г-н Арнальд (II-я наяда, III-й матаффин), г-н Фуаньяр-младший (IV-я наяда, VII-я фея, VII-я фурия, X-й умелый пастух), г-н Фуаньяр-старший (VI-й скорбящий мужчина, VI-я фея, IX-й умелый пастух), г-н Делорж (I-я дриада, III-я фея, I-й матаффин), г-н Ламонтань (V-й скорбящий мужчина, V-я фея, IV-й амур, VI-й полишинель), г-н Деброс (III-й бог рек, VI-й циклоп, V-я фурия, VII-й умелый пастух), г-н Веньяр (V-я скорбящая женщина, VIII-я фея), г-н Пезан (II-я менада), г-н Исаак (IV-я скорбящая женщина, I-я менада), г-н Фавье-младший (III-я наяда, IV-й матаффин), г-н Доливе-сын (III-я скорбящая женщина, V-й амур, IV-я менада), г-н Сент-Андре-младший (XI-я фурия), г-н Мансо (I-й полишинель), г-н Фавр (IV-я дриада, IV-й полишинель), г-н Дезэр-старший (II-й зефир), Веньяр-мальчик (IV-й зефир), г-н Жирар (VI-я скорбящая женщина, II-й полишинель), г-н Идьё, г-н Ла-Валее (III-й полишинель), г-н Далюзо (VI-й амур), г-н Тибо (III-й амур), г-н Бюро (VI-й матаффин), г-н Деменильез (I-й порхающий сатир), г-н Кобюс (I-й домовой), г-н Каме (I-й воин), г-н Бутвиль (I-й зефир), г-н Руйан (II-й амур), г-н Морис (II-й домовой), г-н Ла-Э (II-й воин), г-н Девьё-Аман (II-й порхающий сатир), г-н Лёдюк (III воин), г-н Пуле (III-й домовой), г-н Шово (III-я дриада), г-н Артю (III-й зефир), г-н Петижан (IV-й домовой), г-н Руайе, г-н Дю-Бюисон (IV-й воин), г-н Лефевр (V-й полишинель), г-н Жермен (V-й зефир), г-н Брето (V-я менада), г-н Гуайе (V-й матаффин), г-н Пекур (VI-й зефир), г-н Дефорж (VI-я менада), г-н Дю-Мирай (VII-й зефир), г-н Витро (VII-й амур), г-н Летанг-младший (VIII-й зефир), шевалье Поль (I-й амур)

## Сюжет
Сюжет, заимствованный из фантастического романа Апулея «Золотой осёл», достаточно популярен во Франции того времени. В 1656 году Людовик XIV и мадам де Монтеспан танцевали в балете «Психея, или Могущество Амура», а в 1669 году Лафонтен издал галантную повесть «Любовь Психеи и Купидона».